# 国立地理学校
国立地理学校（こくりつちりがっこう、École nationale des sciences géographiques、ENSG-Géomatique）は、フランスのグランゼコール。
écoles_d'ingénieurs_en_France, 204校のひとつ。
フランス国立地理情報・森林情報院（略称IGN、日本の国土地理院に相当）により運営され、同機関などの地理専門家を養成している。
エコロジー・持続可能開発・エネルギー省傘下。2020年よりギュスターヴ・エッフェル大学加盟校。